# 自主管理教会
自主管理教会（じしゅかんりきょうかい、ロシア語: Самоуправляемая церковь）とは、1990年代にロシア正教会における標準文書に導入された概念。特殊な地位を伴う大規模で領域的な教会法上の一組織を意味するが、自治正教会（ロシア語: Автономная церковь）ではない。
同様の組織概念（英語: self-ruled）は、アンティオキア正教会にもある。

## ロシア正教会規則
2000年に制定され、2008年6月27日に主教会議において修正され採択されたロシア正教会規則（устав）において、モスクワ総主教庁下全体における自主管理教会は以下の通りである。
- ラトヴィア正教会（ロシア語: Латвийская православная церковь）
- モルドヴァ正教会（ロシア語: Православная церковь Молдовы）
- エストニア正教会（ロシア語: Эстонская православная церковь）
- 在外ロシア正教会（ロシア語: Русская православная церковь заграницей (РПЦЗ)）
- ウクライナ正教会 (モスクワ総主教庁系)（ロシア語: Украинская православная церковь） — 「自治正教会の広い権をもつ自主管理教会」（ロシア語: самоуправляемая с правами широкой автономии）[3]

事実上、在外ロシア正教会は、在外ロシア正教会とロシア正教会の間での教会法上のコミュニオンについての文書が署名された2007年5月17日に、同様の（自主管理教会としての）地位を有した。同文書においては「在外ロシア正教会は…ロシア正教会の固有の自主管理される部分としての地位にある」と書かれている。

## アンティオキア正教会
同様の、自主管理教会（英語: self-ruled）の地位を、アンティオキア正教会下の北米正教大主教区が有している。この地位は2003年10月20日に、アンティオキア総主教庁の聖シノドから与えられた。

## 分類
- 正教会（ギリシャ正教、東方正教会） — 正教会の洗礼・聖体機密（聖体礼儀）を含む機密（秘蹟）は全ての正教会で有効。「ルーマニア正教会」「ロシア正教会」は組織名であり、一組織を信仰するかのような「ロシア正教を信仰する」「グルジア正教を信仰する」といった表現は誤りである。
  - 独立正教会（一部からの承認のみのものを含む）
    - アメリカ正教会
    - アルバニア正教会
    - アレクサンドリア教会（アレクサンドリア総主教庁）
    - アンティオキア教会（アンティオキア総主教庁）
    - ウクライナ正教会 (2018年設立)
    - エルサレム教会（エルサレム総主教庁）
    - キプロス正教会
    - ギリシャ正教会
    - グルジア正教会
    - コンスタンティヌーポリ教会（コンスタンティヌーポリ全地総主教庁）
    - セルビア正教会
    - チェコスロバキア正教会
    - ブルガリア正教会
    - ポーランド正教会
    - マケドニア正教会　一部のみその地位を承認。
    - ルーマニア正教会
    - ロシア正教会

  - 自治正教会（一部の承認のものも含む）
    - エストニア使徒正教会 — 一部のみその地位を承認。承認していない教会からは一教区扱い。
    - シナイ正教会
    - 正統オフリド大主教区 — 一部のみその地位を承認。承認していない教会からは一教区扱い。
    - 中国正教会 — 一部のみその地位を承認。承認していない教会からは一教区扱い。
    - 日本ハリストス正教会 — 一部のみその地位を承認。承認していない教会からは一教区扱い。
    - フィンランド正教会

  - 自主管理教会
    - アンティオキア正教会北米大主教区
    - ウクライナ正教会 (モスクワ総主教庁系)
    - エストニア正教会 — ロシア正教会の自主管理教会。
    - 在外ロシア正教会
    - モルドバ正教会
    - ラトビア正教会
    - 他